# Universidad Católica de Costa Rica
La Universidad Católica de Costa Rica es una institución de educación universitaria oficial de la Conferencia Episcopal de Costa Rica fundada en 1993.
Su lema es: Veritatem Quaerentes in Charitate Christi (Buscadores de la verdad en la Caridad de Cristo)

## Historia
La primera universidad de orientación católica del país fue la Universidad de Santo Tomás, la cual fue creada en 1843 mediante decreto 11 del gobierno del Sr. José María Alfaro Zamora. Esa universidad se estableció sobre la base de la preexistente Casa de Enseñanza de Santo Tomás, fundada desde 1814 por el Obispo Diocesano de Costa Rica y Nicaragua don Nicolás García Jerez.
En 1888 el Secretario de Estado Mauro Fernández Acuña decide cerrar la Universidad, pues consideraba más importante fortalecer la educación media, antes de enfocarse en la formación universitaria. Fue en 1941 cuando Costa Rica volvió a tener un centro de estudios de esta naturaleza, con la creación de la Universidad de Costa Rica, pero no fue hasta 1993 que la Conferencia Episcopal de Costa Rica instauró una universidad católica oficial en el país.
La Universidad fue creada bajo el nombre de Universidad Católica de Costa Rica Anselmo Llorente y Lafuente, en honor al primer Obispo de Costa Rica, impulsor de la formación de los Sacerdotes y fundador del primer Seminario de ese país. Se fundó sobre el ya existente Instituto Pedagógico de Religión, que era el centro de educación superior dedicado a la formación de docentes de educación religiosa.
Actualmente cuenta con cinco sedes en el país e imparte carreras en las áreas de Filosofía y Humanidades, Teología, Psicología, Administración de Empresas, Ingeniería de Sistemas y Pedagogía.
La Universidad está organizada por medio de tres Direcciones Generales: la Administrativa, la Académica y la de Vida Estudiantil. Cuenta además con Capellanía y Pastoral Universitaria y una Unidad de Investigación.

## Sedes
- Moravia, San José, Costa Rica (Sede Central)
- San Carlos, Ciudad Quesada, Alajuela, Costa Rica
- Ciudad Neily, Zona Sur, Puntarenas, Costa Rica
- Pérez Zeledón, Zona Sur, San José, Costa Rica
- Nicoya, Guanacaste, Costa Rica